# Elisso Wirsaladse

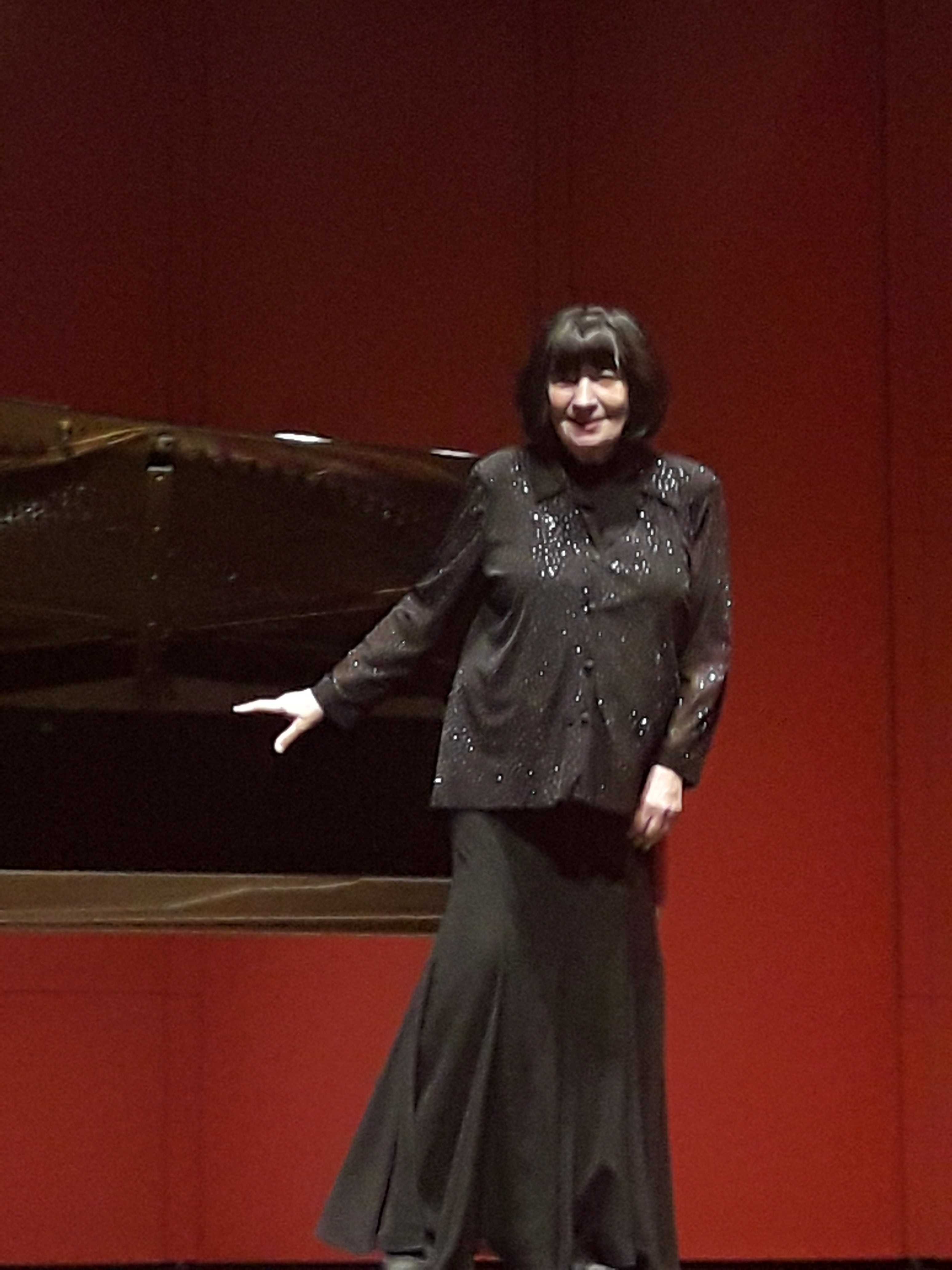
Elisso Wirsaladse, 2017

Elisso Konstantines asuli Wirsaladse (auch Eliso Virsaladze, georgisch ელისო კონსტანტინეს ასული ვირსალაძე; * 14. September 1942 in Tiflis, Georgien) ist eine georgische Pianistin.

## Leben
Elisso Wirsaladse erhielt den ersten Unterricht bei ihrer Großmutter Anastassija Wirsaladse. Zu ihren weiteren Lehrern gehörten Heinrich Neuhaus und Jakow Sak. Sie war Preisträgerin zahlreicher internationaler Musikwettbewerbe. 1962 erhielt sie den dritten Preis beim Tschaikowski-Wettbewerb, 1966 gewann sie den Schumann-Klavierwettbewerb in Zwickau und erhielt 1976 den Robert-Schumann-Preis der Stadt Zwickau.
Sie wurde berühmt durch ihre Interpretationen von W. A. Mozart, R. Schumann und F. Chopin und konzertiert weltweit. Zu ihren musikalischen Partnern zählen Musiker wie unter anderem Swjatoslaw Richter, Mstislaw Rostropowitsch, Natalia Gutman und Juri Baschmet.
Wirsaladse lehrt als Professorin am Moskauer Konservatorium sowie bis 2011 an der Münchner Musikhochschule. Zu ihren Schülern zählte u. a. Boris Beresowski, Dmitri Schischkin. Sie ist außerdem Jurymitglied bei zahlreichen internationalen Klavierwettbewerben.